# قرار مجلس الأمن التابع للأمم المتحدة رقم 676
قرار مجلس الأمن التابع للأمم المتحدة 676، المتخذ بالإجماع في 28 نوفمبر 1990، بعد التذكير بالقرارات 598 (1987) و618 (1988) و642 (1989) و651 (1990) و671 (1990)، وبعد أن نظر المجلس في تقرير للأمين العام خافيير بيريز دي كوييار عن فريق مراقبي الأمم المتحدة العسكريين لإيران والعراق، قرر المجلس ما يلي :
(أ) تجديد ولاية فريق مراقبي الأمم المتحدة العسكريين للعراق والعراق لمدة شهرين آخرين حتى 31 يناير 1991؛
(ب) أن يطلب إلى الأمين العام، بعد إجراء مناقشات مع كلا الطرفين، أن يقدم تقريرا عن مستقبل فريق المراقبين مع توصياته خلال يناير 1991.